# Stadion Suphachalasai
Stadion Suphachalasai – wielofunkcyjny stadion w Bangkoku, stolicy Tajlandii. Pojemność stadionu wynosi 30 000 widzów. Został otwarty w 1935 roku. Jest wyposażony w bieżnię lekkoatletyczną i otoczony trybunami, zadaszonymi od strony zachodniej. Obiekt był areną wielu międzynarodowych imprez sportowych, m.in.:
- Igrzysk Azjatyckich 1966[2], 1970[3] i 1978[4],
- Igrzysk Azji Południowo-Wschodniej 1959, 1967, 1975 i 1985[5],
- Mistrzostw Azji w Lekkoatletyce 2023[6],
- Mistrzostw Świata U-19 kobiet 2004[7],
- Pucharu Azji 1972[8] i 2007[9].